# Europastraße 653
Die Europastraße 653 (kurz: E 653) ist eine von Westen nach Osten verlaufende, relativ kurze Europastraße. Sie führt von Maribor in Slowenien nach Letenye in Ungarn.

## Verlauf
Die E 653 beginnt nördlich von Maribor beim Autobahndreieck Pekel der Avtocesta A1 (mit den Europastraßen 57 und 59) auf der Strecke der Avtocesta A5. Am Südufer des Sees von Pernica entlang passiert die E 653 Lenart und Vucja vas. Die längste Brücke Sloweniens quert dann die Mur und führt südlich von Murska Sobota weiter nach Lendava. Bei Lendava-Pince (SLO) und Tornyiszentmiklós (H) wird die slowenisch-ungarische Grenze überquert. Die E 653 bleibt nunmehr auf der Autópálya M70. Durch das Murtal erreicht die E 653 bei Letenye am Dreieck mit der Autópálya M7 (zugleich Europastraßen 65 und 71) und endet dort.

## Trivia
Die UN/ECE hat die E 653 fehlerhaft nur für den ungarischen Abschnitt (Letenye – Tornyiszentmiklós) vorgesehen. Auf der Karte der UN/ECE liegt Letenye fälschlicherweise in Kroatien.